# フォルカー・ベック (陸上選手)
フォルカー・ベック（Volker Beck、1956年6月30日 - ）は、旧東ドイツの陸上競技選手。1980年モスクワオリンピックの金メダリストである。ノルトハウゼン（現テューリンゲン州）出身。

## 経歴
ベックは、1980年、1981年、1983年の東ドイツの400mハードルチャンピオンである。1970年代後半から80年代にかけて世界に君臨したアメリカのエドウィン・モーゼスがボイコットのため出場できなくなったモスクワオリンピックはベックにとって最大の金メダルのチャンスであった。
オリンピックでは、ベックはソ連のワシリー・アルヒペンコに0.16秒差をつけ楽勝。オリンピックチャンピオンとなった。ベックはさらに4×400mリレーにも出場し、400mの金メダリストであるソ連のアンカーのビクトル・マルキンとの競い合いに敗れるも銀メダルを獲得した。

## 主な実績
| 年   | 大会                   | 場所                       | 種目         | 結果 | 記録     |
| ---- | ---------------------- | -------------------------- | ------------ | ---- | -------- |
| 1977 | IAAF陸上ワールドカップ | デュッセルドルフ(西ドイツ) | 400m         | 2位  | 45.50秒  |
| 1977 | IAAF陸上ワールドカップ | デュッセルドルフ(西ドイツ) | 400mハードル | 2位  | 48.83秒  |
| 1980 | オリンピック           | モスクワ(ソビエト連邦)     | 400mハードル | 1位  | 48.70秒  |
| 1980 | オリンピック           | モスクワ(ソビエト連邦)     | 400mハードル | 2位  | 3分01秒3 |
| 1981 | IAAF陸上ワールドカップ | ローマ(イタリア)           | 400mハードル | 2位  | 49.16秒  |